# Павильон штата Нью-Йорк
Павильон штата Нью-Йорк — павильон в парке Флашинг-Медоус — Корона-парк в нью-йоркском боро Куинс, построенный для Всемирной выставки 1964 года.
Конструкция была спроектирована архитекторами Филипом Джонсоном, Ричардом Фостером и инженером Львом Цетлиным. В частности, Цетлин разработал проект эллиптического корпуса павильона, получившего название «Тент завтрашнего дня» (англ. Tent of Tomorrow). Его крыша была выполнена из плексигласовых панелей, которые крепились к тросам, натянутым между шестнадцатью 31-метровыми железобетонными колоннами. На момент открытия павильона она являлась высочайшей в мире подвесной крышей. Её совокупный вес составлял 2000 тонн.
Рядом с «Тентом» расположены три башни высотой 18, 46 и 69 метров. В двух нижних башнях во время Всемирной выставки находились кафетерии, а на верхней была обзорная площадка. На них можно было подняться на капсульном лифте «Sky Streak», прикрепленном к самой высокой (западной) башне.
В павильоне выставлялись достижения штата Нью-Йорк. Так, в нём были представлены 8-метровый макет гидроэлектростанции на реке Святого Лаврентия и напольная карта штата площадью около 840 м², выполненная компанией Texaco. Кроме того, в павильоне был расположен комплекс «Театрама» (англ. Theaterama), в котором среди прочих выставлялись работы Энди Уорхола и Роя Лихтенштейна. Всего за время выставки павильон посетило 6 миллионов человек.
Башни павильона стали одним из ключевых мест в фильме «Люди в чёрном» 1997 года. Одна из площадок представлена в нём в качестве инопланетного корабля.
В 2009 году павильон был включён в Национальный реестр исторических мест США. Однако по состоянию на 2013—2014 годы он находился в плачевном состоянии.
- С высоты птичьего полёта в 1981 году
- Вид вблизи в 2010 году